# هانجا روا

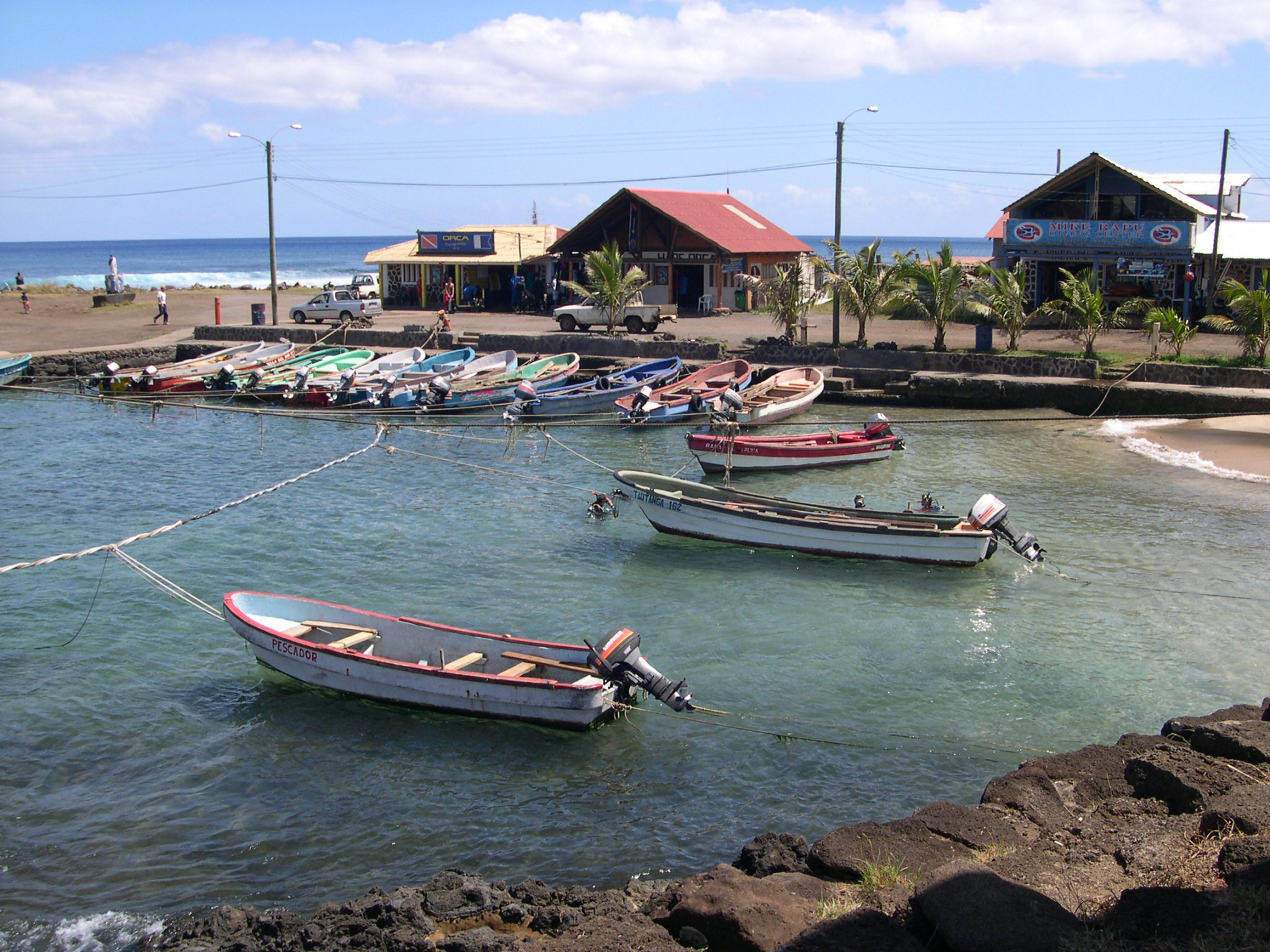
هانجا روا

هانجا روا هي عاصمة جزيرة عيد الفصح، تشيلي، وهي واقعة في المنطقة الجنوبية الغربية من الجزيرة. عدد السكان فيها 3304 (إحصائية 2002)، ويمثل ذلك أكثر من 87 بالمائة من سكان الجزيرة بالكامل. الطريق الرئيسي، «أفينيدا بوليكاربو تورو»، هو قلب البلدة. العديد من المخازن، والفنادق، والمطاعم، والسوق المركزي والصيدلية الوحيدين في الجزيرة يقعون بجانب هذا الطريق. متحف الجزيرة الوحيد والكنيسة الكاثوليكية الرومانية، الذي يعملان كمراكز روحية واجتماعية لعامة الناس، يقعان في وسط البلدة. بوصول الإنترنت وتوسع خدمات الاتصال بالحكومة التشيلية، العديد من مقاهي الإنترنت وحتى مكائن سحب النقود ظهرت ضمن السنوات القليلة الماضية. مطار هانجا روا وهو «مطار ماتافيري الدولي» يقع في المدينة.